# Jean-Louis Lully
Jean-Louis Lully (Parigi, 24 settembre 1667 – Parigi, 23 dicembre 1688) è stato un compositore francese, ultimogenito di Jean-Baptiste Lully.

## Biografia
Succedette a suo padre come compositore e sovrintendente reale nel 1687.
Partecipò, in collaborazione con suo fratello Louis, alla composizione di Zefiro e Flora (1688) e scrisse nello stesso anno la partitura di Idillo.